# 月光曲 (電影)
《月光曲》（IPA讀音：/təˈraŋ buˈlan/），或譯作《月圓》，是一部在1937年上映的荷屬東印度（今印度尼西亞）電影，由阿爾貝特·巴林克執導，沙倫擔任編劇，由拉登·莫赫達爾、魯姬亞和埃迪·T·埃芬迪（Eddie T. Effendi）主演，部分演員來自巴林克上一部作品《巴勒》（1936年）的班底。故事講述一個年輕女子在嫁給父親屬意的鴉片走私者之前，和情郎私奔的經歷，靈感來源之一是在1936年登上銀幕的荷里活電影《叢林公主》。本片在東印度群島和新加坡拍攝，配樂包括當年很受歡迎的格朗章歌曲，目標觀眾是土著知識分子。
《月光曲》在東印度群島大收旺場，掀起拍攝電影的風潮，令衰退多年的本地電影業恢復元氣，因此印尼電影史學家米斯巴赫·尤薩·比蘭把本片的面世稱為印尼電影史上的轉捩點。同時，本片揉合歌曲、美麗風光和愛情故事的公式受到觀眾的歡迎，並成為往後數十年間許多同類電影的模仿對象。在英屬馬來亞，本片也錄得20萬叻幣的票房收入，並促使邵氏兄弟為馬來人製作電影。本片有可能一直保存到1970年代，但如今很可能像同期製作的東印度群島電影一樣，消失在歷史長河中。

## 劇情
洛哈婭（Rohaya，魯姬亞飾）在父親（穆欣飾）的安排下和聲名狼藉的富家子穆薩（Musa，埃迪·T·埃芬迪飾）訂婚，為此她不得不和心上人卡西姆（Kasim，拉登·莫赫達爾飾）分開。在婚禮前一晚，卡西姆對洛哈婭唱起了一首《月光曲》，他們一商量好私奔的計劃，就在第二天出發，離開沙沃巴島（Sawoba）。來到馬六甲之後，卡西姆在旱塢找到工作，洛哈婭則在家中打理家務。他們還發現，原來卡西姆的老朋友杜拉（Dullah，卡托羅飾）已經在馬六甲生活了一段時間。
後來，穆薩找到了洛哈婭和卡西姆的蹤跡，卡西姆也發現穆薩幹的其實是販賣鴉片的勾當。洛哈婭被父親拉回沙沃巴島之後，當時忙於工作的卡西姆也回到島上，向島民揭發穆薩販賣鴉片的惡行，同時希望他們站在自己的一邊。結果卡西姆和穆薩大打出手，本來卡西姆處於下風，不過和卡西姆一起回來的杜拉及時出現，把形勢扭轉過來。最後，洛哈婭的父親，以及其他鄉民終於明白到，洛哈婭和卡西姆兩情相悅，於是同意他們一起生活下去。

## 製作背景
從1934年到1935年初期間，荷屬東印度所有故事長片都是華裔導演兼攝影師鄭丁春的出品。他在美國接受過電影訓練，拍攝的低成本電影主要從中國神話或武術取材，很受觀眾歡迎，除了本來的目標受眾——華人觀眾，鄭氏拍攝的動作場面也得到了土著觀眾的欣賞。鄭氏對當地電影業的壟斷，是大蕭條和市場動向轉變的結果——大蕭條促使荷屬東印度政府提高稅率，戲院也以低廉的價錢出售電影票，所以製作本土電影的淨收益率非常低，結果東印度群島的電影業陷入衰退，當地戲院放映的影片也以荷里活電影為主。當年電影院放映鄭丁春電影的時候，總是座無虛席，如此他才能夠賺取利潤，繼續製作電影。
《月光曲》的導演是荷蘭記者阿爾貝特·巴林克。他本來沒有製作電影的正規經驗，卻在1935年和在1920年代入行的華裔電影導演約書亞·王、奧斯尼爾·王，以及荷蘭紀錄片製作人曼努斯·弗蘭根合作，攝製了影片《巴勒》（又名《稻米之歌》），目的是證明優質的本地電影有利可圖。巴林克的性格追求完美，因此《巴勒》的製作成本也比同期的本地電影高了20倍，然而土著觀眾並不欣賞這部電影，印尼作家、文化評論家爾敏·巴奈認為這是因為電影從歐洲人的角度觀察東印度群島的風土民情。結果這部電影慘淡收場，令製作人傾家蕩產，也引致接下兩年東印度群島的電影業繼續由鄭丁春壟斷的局面。不過，鄭氏在《巴勒》面世之後，也開始拍攝現代題材的電影。

## 製作過程

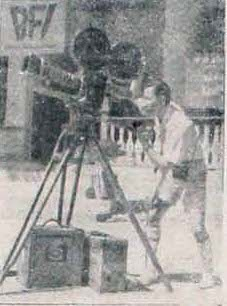
《月光曲》是王氏兄弟繼《巴勒》之後，第二部和巴林克合作的作品；圖為王氏兄弟中的一人在1947年前後攝製影片的情形。

巴林克在1936年底的時候已經獲得數家海內外企業的財政支援，之後他和王氏兄弟、弗蘭根合作，在荷屬東印度的首府巴達維亞（今雅加達）成立全荷屬東印度影片公司（Algemeen Nederlandsch Indisch Filmsyndicaat, ANIF，或稱「阿尼夫制片公司」），專注拍攝新聞片和紀錄片。該公司在1937年1月1日宣布開拍《月光曲》等幾部故事長片的計劃。
《月光曲》的編劇沙倫是《觀察報》的記者，和戲劇界關係密切。他在東印度群島觀看由多萝西·拉莫尔主演的美國電影《叢林公主》（1936年）之後，從中取得創作靈感，不久後即以此為啟發，撰寫本片的劇本。印尼電影史學家米斯巴赫·尤薩·比蘭認為，由於這個緣故，本片在風格上、題材上都和《叢林公主》有相似之處。印尼影評人沙林·賽（Salim Said）也注意到這一點，還說《月光曲》能夠體現出當年很受影迷歡迎的「叢林公主」風格。電影中的「沙沃巴島」純屬虛構，由沙倫以他自己、攝影師王氏兄弟和導演巴林克命名。
本片由巴林克執導，由王氏兄弟擔任攝影師，在1937年2月開始製作，並於同年5月開拍。製作團隊曾經在公司辦事處搬遷的時候，放下手頭上的工作。對於弗蘭根有沒有參加本片劇組的問題，文獻提出了截然不同的說法：左派導演巴赫迪亚·夏基安表示，當時弗蘭根正為阿尼夫制片公司拍攝紀錄片《爪哇尽对岸的地区》（[Tanah sabrang, het land aan de overkant] 错误：{{Lang}}：文本有斜体标记（帮助）），比蘭也提出類似的說法，而且認為他沒有參加《月光曲》的製作過程。美國電影學者卡爾·G·海德卻在著作中指出，弗蘭根和巴林克一樣，都是《月光曲》的導演。和鄭丁春不一樣的是，巴林克這部電影的對象是接受過教育的土著，而不是下層民眾，同時他也嘗試用土著（而不是歐洲人）的角度描寫土著的故事。沙林·賽指出，這是巴林克在汲取《巴勒》的失敗經驗之後，所作出的轉變，由此他也減弱了影片的民族學色彩。《月光曲》是一部黑白電影，在巴達維亞芝靈津、西爪哇省万丹府孔雀港海灘（今屬萬丹省）和新加坡丹戎加東取景。本片使用非常易燃的硝化纤维膠卷拍攝，這可能是後來影片散佚的原因之一。
《月光曲》大部分演員（例如男主演拉登·莫赫達爾、以及埃迪·T·埃芬迪、蘇卡西等配角）來自《巴勒》的班底，另外一些演員（如女主演魯姬亞和她的丈夫卡托羅）則來自表演馬來語話劇（toneel）的傳統劇團，劇組招攬魯姬亞夫婦的目的可能是為了吸引戲劇愛好者觀看電影。本片的配樂包括《月光曲》、《玫瑰花》（[Boenga Mawar] 错误：{{Lang}}：文本有斜体标记（帮助））等格朗章歌曲，由片中演員主唱，然而莫赫達爾的嗓音不適合為電影獻聲，因此只能對嘴，由音樂家伊斯邁爾·馬祖基代唱。馬祖基也負責為本片配樂。

## 發行與反響
1937年12月8日，《月光曲》在幾乎滿座的巴達維亞麗士戲院（Rex）進行首映。這部電影在荷蘭文又稱為《夢想島》（[Het Eilan der Droomen] 错误：{{Lang}}：文本有斜体标记（帮助）），其中一張宣傳單張形容「沙沃巴島」就像荷里活電影中的海島天堂——夏威夷群島一樣美麗，另一張宣傳海報則特意提到，片中角色說的全是印尼語對白。研究電影的澳洲紐卡素大學講師威廉·范·德·海德（William van der Heide）指出，早在多年前，東印度群島的電影人就開始改編外國電影，用本民族（印尼民族）的方式來理解外來觀念；《月光曲》除了採用帶有異國風情的本土場景，還加入了格朗章歌曲，推動了這股後來延續了數十年的「印尼化」趨勢。
《月光曲》在東印度群島和鄰近的英屬馬來亞都創下票房佳績。在東印度群島，電影院每次放映本片時，都能夠吸引大量土著進場觀看。觀看本片的觀眾大部分來自工人階級，還包括不少喜歡欣賞馬來語話劇、聆聽格朗章歌曲，但不常觀看電影的土著。結果本片成為當時東印度群島最賣座的本土電影，這個紀錄直至1949年荷蘭承認印尼獨立後，才在1953年被《危機》打破。後來雷電華電影獲得授權，把這部影片引入英屬馬來亞，並標榜這是「第一部，也是最好的馬來音樂劇」。最後《月光曲》在馬來亞上映了兩個月，並錄得20萬叻幣（當時相當於114,470美元）的票房收入。
雖然本片大獲成功，但是阿尼夫制片公司對此並不滿意，並決定停止拍攝非紀錄片。當年為該公司效力的印歐人攝影師J·J·W·史蒂芬斯（J. J. W. Steffens）指出，公司管理層認為紀實影片更知性，因此更偏向拍攝這類型的電影。巴林克對公司的反應大失所望，於是在1938年3月離開東印度群島，轉到美國定居。本片大部分演員不久後也離開了公司，到馬來亞進行短暫的巡迴演出，然後再轉投陳氏影業，他們為陳氏拍攝的第一部電影《法蒂瑪》在1938年上映。莫赫達爾在《月光曲》上映不久後和蘇卡西結婚，但仍然繼續和魯姬亞合作，在電影中飾演情侶；兩人以螢幕情侶的形象得到觀眾的喜愛，直至莫赫達爾在1940年一次薪資糾紛之後離巢為止。

## 影響及後續

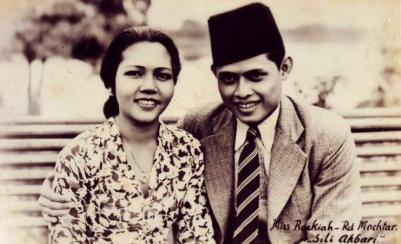
和之後繼續飾演情侶，直到1940年為止；圖為電影的劇照。

在荷屬東印度，《月光曲》的成功掀起了拍攝電影的浪潮，並與後來同樣賣座的《法蒂瑪》、《白茅》（1939年）一樣，令當地的電影業恢復生機，造就了1939年至1942年期間東印度群島電影業的全盛時期，直至1942年日軍南侵為止。1940年時，當地新設立了4家製片廠，同時戲劇團出身的演員也陸續加入電影演員的行列，為電影院吸納新的觀眾群。在《月光曲》面世之前，當地的製片商曾經嘗試套用各種公式，製作電影，吸引觀眾欣賞，可是往往無功而返，但《月光曲》揉合了歌曲、美麗風光和愛情故事，受到觀眾的歡迎，改變了這個局面，並成為往後許多電影的模仿對象。在馬來亞，《月光曲》和《草》也受到馬來人的歡迎，並驅使邵逸夫、邵仁枚兄弟在新加坡成立馬來製片廠，為馬來人製作電影，與陸運濤主持的國泰克里斯製片廠形成兩強相爭的局面。
海德認為，《月光曲》和巴林克之前的作品《巴勒》是1930年代荷屬東印度最重要的兩部電影，並指出《月光曲》開創的電影類型直至1990年代仍然是印尼電影的主流片種，「為印尼的大眾電影定調」。比蘭認為，這部電影的面世展示了電影的潛力，促進了東印度群島的電影製作活動，是印尼電影史上的轉捩點。沙林·賽也同意《月光曲》為後來很普及的同類電影開創先河，是印尼電影史上的里程碑。然而，後期電影人濫用這條公式的現象卻遭到批評，比如導演林傳福就說過，電影人只懂依樣畫葫蘆，但是欠缺創新，在形式上沒有改良，公式本身也就變得千篇一律，枯燥乏味。另一方面，夏基安則批評這部電影沒有反映社會實況，純粹是服務荷蘭殖民政府的利益。
一般認為，《月光曲》和同期製作的東印度群島電影一樣，是一部散失电影。菲律賓電影導演兼電影史學家尼克·迪奧坎波指出，《月光曲》的电影胶卷以硝化纤维制成，非常易燃，也很容易散佚，不過他認為，這部電影的拷貝有可能一直保存到1970年代。沙林·賽、海德和美國翻譯家約翰·H·麥格林則在1991年一部著作中，希望能夠在荷蘭或者印尼民居的閣樓或者櫃子裏找到這部影片的拷貝。

## 備註
1. ↑  部分來源（如Anwar (2004，第84頁)）表示電影在1938年上畫，然而這並不符合事實。
2. ↑  故事大綱根據Said (1982，第24–26頁)和Biran (2009，第169–170頁)改寫。
3. ↑  格朗章是一種受葡萄牙影響的印尼傳統音樂，在當時很受下層土著的歡迎[22]。
4. ↑  比蘭沒有說明他的全名。
5. ↑  海德推论，所有在1950年前制作的印尼电影均已散失[44]。不过，J·B·克里斯坦托（J.B. Kristanto）在《印尼电影目录》中表示，印尼电影资料馆把好几部荷属东印度电影保存下來。比蘭还指出，荷兰政府新闻处收藏了几部日本宣传电影，使之留存至今[45]。

## 腳註
1. ↑  区塞来 1991.
2. 1 2 3  夏基安 1965，第5–6頁.
3. 1 2  Biran 2009，第380–382頁.
4. 1 2  Biran 2009，第147–150頁.
5. ↑  Biran 2009，第145頁.
6. ↑  Jakarta City Government, Albert Balink.
7. ↑  Biran 2009，第155, 159頁.
8. ↑  Biran 2009，第160–162頁.
9. 1 2  Biran 2009，第165–168頁.
10. ↑  Said 1982，第142頁.
11. 1 2  van der Heide 2002，第128頁.
12. 1 2 3  Biran 2009，第169頁.
13. ↑  Biran 2009，第170頁.
14. ↑  Said 1982，第11頁.
15. ↑  Filmindonesia.or.id, Kredit Lengkap; De Indische Courant 1937, Maleische Muzikale Film; De Indische Courant 1937, Een Film in Wording
16. 1 2  Heider 1991，第15–16頁.
17. ↑  Biran 2009，第146頁.
18. 1 2  Said 1982，第23–24頁.
19. ↑  Esha et al. 2005，第32頁.
20. 1 2  Filmindonesia.or.id, Terang Boelan.
21. 1 2  Deocampo 2006，第1917–1919頁.
22. ↑  Biran 1982，第11頁.
23. ↑  van der Heide 2002，p. 128; Said 1982，p. 23–24; Biran 2009，p. 171; Esha et al. 2005，p. 32.
24. ↑  Bataviaasch Nieuwsblad 1937, Terang Boelan.
25. ↑  van der Heide 2002，p. 128; Said 1982，p. 25; Deocampo 2006，p. 1917–1919.
26. ↑  Anwar 2004，第84頁.
27. ↑  New York Times 1938, Foreign Exchange.
28. ↑  Biran 2009，p. 171; Esha et al. 2005，p. 33; Barnard 2010，p. 52.
29. ↑   & Biran 2009，第172–173頁.
30. ↑  Bataviaasch Nieuwsblad 1938, Albert Balink.
31. ↑  Biran 2009，第174頁.
32. ↑  Esha et al. 2005，第33頁.
33. ↑  Filmindonesia.or.id, Terang Boelan; Biran 2009，p. 214; Filmindonesia.or.id, Pareh
34. 1 2  Biran 2009，第25頁.
35. 1 2  Said 1982，第25頁.
36. ↑  Biran 2009，第182頁.
37. ↑  Biran 2009，第383–385頁.
38. ↑  Biran 2009，第205頁.
39. ↑  Said 1982，第27頁.
40. ↑  Biran 2009，第87頁.
41. ↑  Khoo 2006，第90頁.
42. ↑  Heider 1991，第6, 16頁.
43. 1 2  Said, McGlynn & Heider 1991，第31頁.
44. ↑  Heider 1991，第14頁.
45. ↑  Biran 2009，第351頁.

## 外部連結
- 互联网电影数据库（IMDb）上《月光曲》的资料（英文）